# Чемпіонат СРСР з хокею із шайбою 1977—1978
32-й чемпіонат СРСР з хокею із шайбою проходив з 1 жовтня 1977 року по 26 березня 1978 року. У змаганні брали участь десять команд. Переможцем став клуб ЦСКА. Найкращий бомбардир — Володимир Петров (56 очок).

## Регламент
За регламентом змагань два найкращих клуба з першої ліги одразу виходили до Вищої ліги, а третій клуб грав перехідні матчі з найгіршим клубом вищої ліги. Вища ліга розширювалась до дванадцяти клубів, першу лігу збільшили до 16 клубів по два найкращих клуба із західної та східної зони другої ліги.

## Вища ліга
| М  | Команда                    | І  | В  | Н  | П  | Ш       | О  |
| -- | -------------------------- | -- | -- | -- | -- | ------- | -- |
|    | ЦСКА                       | 36 | 28 | 3  | 5  | 215-109 | 59 |
|    | «Динамо» Москва            | 36 | 21 | 4  | 11 | 161-104 | 46 |
|    | «Крила Рад» Москва         | 36 | 17 | 6  | 13 | 146-138 | 40 |
| 4  | «Трактор» Челябінськ       | 36 | 14 | 10 | 12 | 130-118 | 38 |
| 5  | «Хімік» Воскресенськ       | 36 | 15 | 5  | 16 | 127-117 | 35 |
| 6  | «Динамо» Рига              | 36 | 13 | 8  | 15 | 118-135 | 34 |
| 7  | «Торпедо» Горький          | 36 | 14 | 4  | 18 | 138-164 | 32 |
| 8  | «Спартак» Москва           | 36 | 14 | 4  | 18 | 123-141 | 32 |
| 9  | «Автомобіліст» Свердловськ | 36 | 12 | 5  | 19 | 133-176 | 29 |
| 10 | СКА Ленінград              | 36 | 5  | 5  | 26 | 131-220 | 15 |

Склад чемпіонів: 
| Воротарі: Олександр Тижних, Владислав Третьяк. Захисники: Сергій Бабінов, Олексій Волченков, Сергій Гімаєв, Володимир Лутченко, В'ячеслав Фетісов, Геннадій Циганков. Нападники: Борис Александров, В'ячеслав Анісін, Гелмут Балдеріс, Володимир Вікулов, Олександр Волчков, Віктор Жлуктов, Сергій Капустін, Михайло Варнаков, Олександр Лобанов, Борис Михайлов, Володимир Петров, Володимир Попов, Валерій Харламов. Старший тренер — Віктор Тихонов. |

## Найкращі бомбардири
1. Володимир Петров (ЦСКА) — 56 очок (28+28).
2. Борис Михайлов (ЦСКА) — 52 (32+20).
3. Юрій Лебедєв («Крила Рад») — 46 (19+27).
4. Володимир Голіков («Динамо» М) — 44 (18+26).
5. Валерій Харламов (ЦСКА) — 42 (18+24).
6. Олександр Голіков («Динамо» М) — 38 (19+19)
7. Віктор Шалімов («Спартак») — 37 (26+11)
8. Петро Природін[ru] («Динамо» М) — 36 (20+16)
9. Гельмут Балдеріс (ЦСКА) — 34 (17+17)
10. Володимир Вікулов (ЦСКА) — 34 (12+22)

## Команда усіх зірок
- Воротар: Владислав Третьяк (ЦСКА)
- Захисники: Валерій Васильєв («Динамо») — В'ячеслав Фетісов (ЦСКА)
- Нападники: Борис Михайлов (ЦСКА) — Олександр Мальцев («Динамо» Москва) — Валерій Харламов (ЦСКА)

## Призи та нагороди
| Нагорода                 | Переможець                                                  |
| ------------------------ | ----------------------------------------------------------- |
| Найкращий хокеїст сезону | Борис Михайлов (ЦСКА)                                       |
| Приз справедливої гри    | СКА Ленінград                                               |
| Три бомбардири           | Борис Михайлов — Володимир Петров — Валерій Харламов (ЦСКА) |

## Перехідні матчі
- «Сибір» Новосибірськ — СКА Ленінград 2:6, 3:6

## Перша ліга
| М  | Команда                   | І  | В  | Н | П  | Ш       | О  |
| -- | ------------------------- | -- | -- | - | -- | ------- | -- |
| 1  | «Салават Юлаєв» Уфа       | 52 | 37 | 7 | 8  | 269-142 | 81 |
| 2  | «Сокіл» Київ              | 52 | 35 | 5 | 12 | 271-150 | 75 |
| 3  | «Сибір» Новосибірськ      | 52 | 30 | 7 | 15 | 214-169 | 67 |
| 4  | «Бінокор» (Ташкент)       | 52 | 30 | 6 | 16 | 235-185 | 66 |
| 5  | «Іжсталь» Іжевськ         | 52 | 30 | 4 | 18 | 252-197 | 64 |
| 6  | «Дизелист» Пенза          | 52 | 29 | 5 | 18 | 192-159 | 63 |
| 7  | «Кристал» Саратов         | 52 | 27 | 7 | 18 | 194-179 | 61 |
| 8  | «Динамо» Мінськ           | 52 | 21 | 8 | 23 | 198-171 | 50 |
| 9  | «Молот» Перм              | 52 | 21 | 6 | 25 | 174-211 | 48 |
| 10 | «Металург» Челябінськ     | 52 | 19 | 4 | 29 | 153-201 | 42 |
| 11 | СК ім. Урицького (Казань) | 52 | 15 | 4 | 33 | 180-260 | 34 |
| 12 | СКА Куйбишев              | 52 | 12 | 5 | 35 | 192-274 | 29 |
| 13 | «Локомотив» Москва        | 52 | 9  | 6 | 37 | 150-266 | 24 |
| 14 | СКА МВО Липецьк           | 52 | 10 | 4 | 38 | 173-283 | 24 |

Найкращий снайпер: Геннадій Капкайкін («Бінокор») — 45 шайб.
За київський «Сокіл» виступали:
| Воротарі: Костянтин Гаврилов, Валерій Голдобін. Захисники: Віктор Мартинов (12 закинутих шайб), Володимир Андрєєв (18), Юрій Павлов (4), Олександр Сеуканд (4), Микола Ладигін (6), Валерій Мосієнко (12), Сергій Бадешко. Нападники: Сергій Давидов (34), Володимир Бабашов (33), Вадим Сибірко (26), Сергій Нелюбін (25), Анатолій Данько (18), Анатолій Дьомін (17), Микола Свистухін (16), Олег Ісламов (13), Володимир Клопов (12), Олександр Власов (11), Олександр Давиденко (7), Анатолій Ніколаєв (2), Михайло Андрющенко (1), Олег Рязанцев. Старший тренер — Анатолій Богданов. |